# Another sky (GRAPEVINEのアルバム)
『another sky』（アナザー スカイ）は、GRAPEVINEの5枚目のアルバムである。2002年11月20日にポニーキャニオンより発売された。

## 概要
- 前作『Circulator』から約1年3か月振り、西原誠の復帰後初となるアルバムであるが、翌12月に脱退を表明したため、西原が参加した最後のアルバムとなった。
- 12枚目のシングル「ナツノヒカリ」のレコーディング終了後に西原が復帰したため、『Circulator』でベースを務めたプロデューサーの根岸考旨が、本作でも一部の曲でベースを務めている。
- 前作のツアーでサポートを務めた高野勲（キーボード）が本作からレコーディングに参加している。田中はキーボードについて「欠かせない存在になった」と、本作の発売時に『ミュージックトマトJAPAN』のインタビューで語っている。
- 後に『From a smalltown』の発売日である2007年3月7日に低価格・限定盤として再発された。

## 収録曲
1. マリーのサウンドトラック
作詞/作曲：田中和将
全国ツアー『Curry's Soundtrack 2003』のタイトルは、この曲と「マダカレークッテナイデショー(#4)」にちなんだものである。
2. ドリフト160(改)
作詞/作曲：田中和将
アルバムの発売2か月前にリリースされたPV集「10 CLIPS」にPVが収録されている。
PVは、亀井がミシンを使って裁縫をする様子が1コマずつ繋いだ状態で撮影された映像と、メンバーの演奏シーンが布に刺繍された映像が交互に入る構成となっている。
3. BLUE BACK
作詞：田中和将/作曲：西原誠
13thシングル。テレビ朝日『さまぁ〜ずと優香の怪しい××貸しちゃうのかよ!!』エンディングテーマ。
西原がGRAPEVINEで作曲した最後の曲である。
4. マダカレークッテナイデショー
作詞：田中和将/作曲：亀井亨
歌詞中に『女の一生』、『脂肪の塊』など、モーパッサンの作品名が出てくる。田中がベースを担当している。
5. それでも
作詞：田中和将/作曲：亀井亨
『Best of GRAPEVINE 1997-2012』ファン投票中間結果29位。
6. Colors
作詞：田中和将/作曲：亀井亨
7. Tinydogs
作詞：田中和将/作曲：西川弘剛
8. Let me in〜おれがおれが〜
作詞：田中和将/作曲：亀井亨
9. ナツノヒカリ
作詞：田中和将/作曲：亀井亨
12thシングル。
10. Sundown and hightide
作詞：田中和将/作曲：亀井亨
11. アナザーワールド
作詞：田中和将/作曲：亀井亨
歌詞は松本大洋の『GOGOモンスター』にインスパイアを受け、手がけたのだと田中はコメントしている。
ライブでは最後の方で演奏されることが多く、田中は「エンディング感があるというか、ちょっと光が射してくる感じがする曲」と評している[1]。
『Best of GRAPEVINE 1997-2012』ファン投票5位（中間結果5位）。
12. ふたり
作詞：田中和将/作曲：西川弘剛
｢Extra drums｣として西川がクレジットされている。

- 編曲：GRAPEVINE、根岸孝旨、高野勲

## パーソナル
- 田中和将-ボーカル、ギター(#2～4､7～12)、アコースティックギター(#1､5)、ベース(#4)
- 西川弘剛-ギター、エレクトリックアコースティックギター(#9)
- 西原誠-ベース(#1､3､6､10､12)
- 亀井亨-ドラム、シェイカー(#1､4､7､11､12)、タンバリン(#1､5)

- 高野勲-ハモンド・オルガン(#1､4､7､8)､シンセサイザー(#1､2､6､11)、ローズ・ピアノ(#4)、ジャガー・オルガン(#3)、wurlitzer(#5､10)、クラビネット(#8､9)、アコースティックピアノ(#9､11)、ヴォコーダー(#2)
- 根岸孝旨-ベース(#2､5､7～9､11)、バッキング・ボーカル(#5､9)